# 陽炎 -kagerou-
《陽炎-kagerou-》是TV動畫「戰國少女～桃色異傳～」日本四位聲優明坂聰美、伊瀬茉莉也、國立幸、持月玲依的組合天下取り隊唯一的單曲。在2011年4月13日發售，商品番號PCCG.01173。

## 单曲解説
從2011年4月4日開始，TV動畫「戰國少女～桃色異傳～」的主題曲＆片尾曲“美人”聲優組合『天下取り隊』在動漫・聲優・樂壇壯觀登場。『天下取り隊』，組合包括4位人氣聲優明坂聰美、伊瀬茉莉也、國立幸、持月玲依，每位在這部動畫都是負責CV配主角。（德川家康CV：明坂聰美、上杉謙信CV：伊瀬茉莉也、武田信玄CV：國立幸、今川義元CV：持月玲依）是為動畫的4個特點，目的在樂壇天下取り（採取天下）。

## 收錄曲
1. 陽炎－ｋａｇｅｒｏｕ－
  - TV動畫「戰國少女～桃色異傳～」主題曲

作詞・作曲：大隅知宇、編曲：pOlOn
2. 熱き矢の如く
  - TV動畫「戰國少女～桃色異傳～」片尾曲

作詞：齋藤恵、作曲：大隅知宇、編曲：横山克
3. 陽炎－ｋａｇｅｒｏｕ－ カラオケ
4. 熱き矢の如く カラオケ